# Duque de Clarence e Avondale
Duque de Clarence e Avondale foi um título concedido ao Príncipe Albert Victor, neto da Rainha Vitória, no Pariato do Reino Unido. 
Embora anteriormente tenha havido várias criações de Duques de Clarence (e um Duque de Clarence e St Andrews ), a única criação de um ducado de Clarence e Avondale foi para Albert Victor, o filho mais velho do Príncipe de Gales (mais tarde Rei Edward VII ). Este foi o último ducado real a ser criado com duas designações territoriais.
O duque morreu de pneumonia em 1892, antes do casamento planejado, e o título foi extinto. Ele está enterrado na Capela Memorial Albert, adjacente à Capela de São Jorge, em Windsor, sob um memorial Art Nouveau projetado por Sir Alfred Gilbert. 

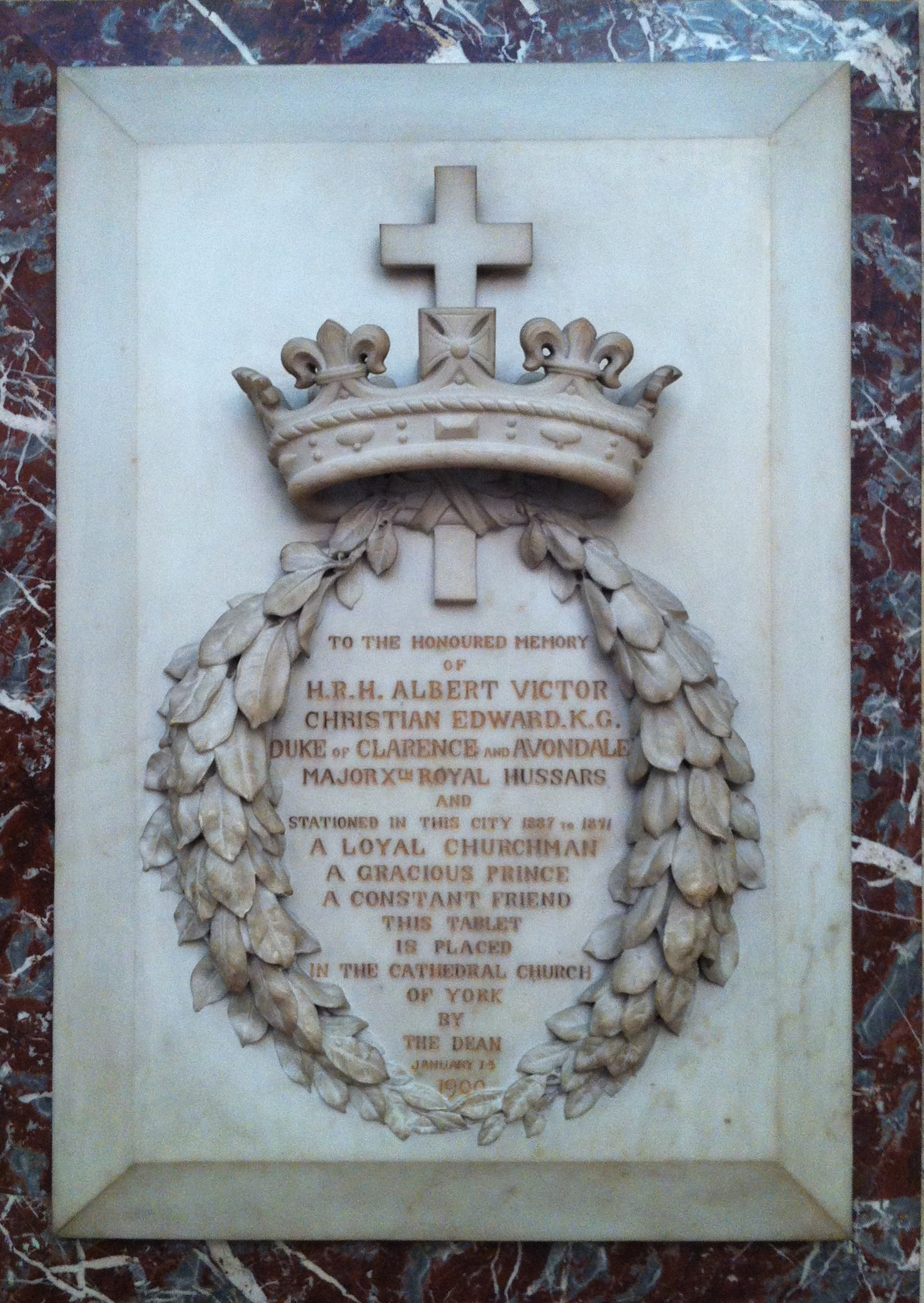
Memorial ao Duque de Clarence e Avondale na Catedral de York